# Margherita Granbassi
Margherita Granbassi (née le 1er septembre 1979 à Trieste, Frioul-Vénétie Julienne) est une escrimeuse italienne, pratiquant le fleuret. Elle est double médaillée de bronze aux Jeux olympiques d'été de 2008.

## Palmarès
- Jeux olympiques
  -  Médaille de bronze en individuel aux Jeux olympiques d'été de 2008 à Pékin
  -  Médaille de bronze par équipe aux Jeux olympiques d'été de 2008 à Pékin
- Universiades
  -  Médaille d'or par équipes à l'Universiade d'été de 1999 à Palma de Majorque
  -  Médaille d'or par équipes à l'Universiade d'été de 2001 à Pékin
  -  Médaille d'argent par équipes à l'Universiade d'été de 2005 à Izmir
  -  Médaille d'argent en individuel à l'Universiade d'été de 2005 à Izmir
- Championnats du monde
  -  Médaille d'or par équipe aux championnats du monde 2004 à New York
  -  Médaille d'or en individuel aux championnats du monde 2006 à Turin
  -  Médaille d'or par équipe aux championnats du monde 2009 à Antalya
  -  Médaille d'argent par équipe aux championnats du monde 2006 à Turin
  -  Médaille d'argent en individuel aux championnats du monde 2007 à Saint-Pétersbourg
- Coupe du monde
  - Numéro 2 au classement mondial sur la saison 2004-2005
  -  Médaille d'or en individuel dans des épreuves de coupe du monde : Séoul 2005 et 2007
  -  Médaille d'argent en individuel dans des épreuves de coupe du monde : Shanghai 2008
  -  Médaille de bronze en individuel dans des épreuves de coupe du monde : La Havane 2003 et 2010 ; Saint-Pétersbourg 2004, 2005 et 2009 ; Tokyo 2005 et 2006 ; Shanghai 2007 ; Las Vegas 2007 ; Salzbourg 2008 ; Buenos Aires 2008 ; Turin 2009 ; Séoul 2009
- Championnats d'Europe
  -  Médaille d'or par équipe aux championnats d'Europe 2001 à Coblence
  -  Médaille d'or par équipe aux championnats d'Europe 2005 à Zalaegerszeg
  -  Médaille d'argent aux championnats d'Europe 2003 à Bourges
  -  Médaille d'argent aux championnats d'Europe 2008 à Kiev
  -  Médaille de bronze aux championnats d'Europe 2004 à Copenhague
  -  Médaille de bronze par équipes aux championnats d'Europe 2007 à Gand
  -  Médaille de bronze en individuel aux championnats d'Europe 2007 à Gand
- Jeux méditerranéens
  -  Médaille d'or en individuel aux Jeux méditerranéens de 2009 à Pescara[3]

## Classement en fin de saison
| Année | 2002 | 2003 | 2004 | 2005 | 2006 | 2007 | 2008 | 2009 | 2010 | 2011 | 2012 | 2013 | 2014 |
| ----- | ---- | ---- | ---- | ---- | ---- | ---- | ---- | ---- | ---- | ---- | ---- | ---- | ---- |
| Rang  | 22   | 13   | 9    | 2    | 7    | 4    | 5    | 12   | 52   | 66   | NC   | NC   | 288  |